# كاتاكالون كيكومينوس
كاتاكالون كيكومينوس (باليونانية: Κατακαλὼν Κεκαυμένος)‏ كان جنرالًا بيزنطيًا بارزًا في منتصف القرن الحادي عشر.

## السيرة

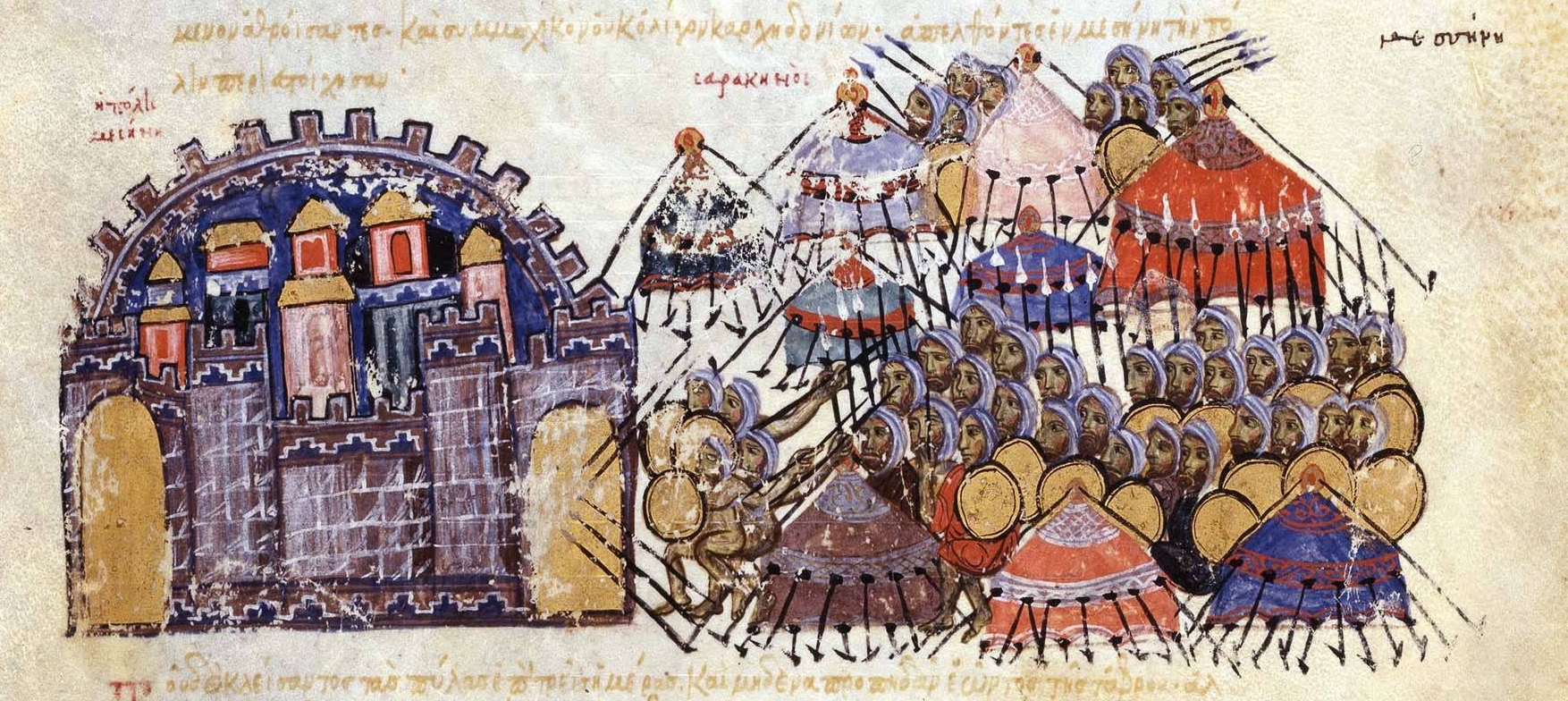
تصوير لحصار ميسينا عام 1040، الذي دافع عنه كيكاومينوس، من مدريد سكايليتزيس

وُلِد كاتاكالون كيكاومينوس في كولونيا، ورغم أنه كان على ما يبدو عضوًا في عائلة كاتاكالون النبيلة، إلا أنه وفقًا جون سكلتيز لم يكن من أصل أرستقراطي. برز لأول مرة في الحملة الصقلية لجورج مانياكيس. هناك، قاد كيكاومينوس، برتبة بروتوسباتاريوس ‏، فرقة من الثيمة الأرمنية ‏ وقاد الدفاع الناجح عن مسينة ضد هجوم سلجوقي في عام 1040.
في عام 1042، كلفه الإمبراطور ميخائيل الخامس ( 1041 – 1042) بقمع الانتفاضة في القسطنطينية. في العام التالي، هزم غارة الروس على العاصمة الإمبراطورية، وعُين قائدًا وأركونًا لمدن الدانوب.

### محاربة السلاجقة
في عهد الإمبراطور قسطنطين التاسع مونوماكوس (1042 – 1055) كانت له مسيرة مهنية ناجحة للغاية. خدم في الشرق حاكمًا لإيبيريا، وأصبح حاكمًا لآني بعد ضمها للإمبراطورية البيزنطية في عام 1045، وقاد القوات المحلية في المواجهات الأولى مع الأتراك السلاجقة. في أواخر أربعينيات القرن العاشر، رُقي إلى منصب أمير الشرق، وشارك في الحملة ضد البجناك، كقائد ثانٍ إلى جانب الرايكتور نقفورس، الذي كان يفتقر إلى الخبرة العسكرية. خلال هذه الحملة، أصيب بجروح خطيرة.

### انتفاضة إسحاق كومنين
في حوالي عام 1055، رُقي إلى رئيس المحكمة (منصب بيزنطي) وعُين في منصب دوكس أنطاكية ‏ الرفيع والمهم.
كان خليفة الإمبراطور قسطنطين التاسع، مايكل السادس (حكم من 1056 إلى 1057)، لا يثق عمومًا بالجنرالات البارزين ويعاملهم معاملة سيئة؛ فقد رفض كاتاكالون وإسحاق كومنين، وكلاهما كانا بالفعل في مرتبة ماجيستروي ، وتمت ترقيتهما إلى لقب برويدروس، وفي النهاية طرد كيكاومينوس. في المقابل، دعم كيكاومينوس بنشاط انتفاضة إسحاق كومنين في عام 1057، وكوفئ بلقب قربلاط.

## التصوير في المصادر والنشاط الأدبي
ويبدو أن كيكاومينوس كتب سيرته الذاتية، والتي استخدمها بعد ذلك جون سكيليتزيس مصدرًا أساسًا للأحداث التي وقعت بين عامي 1042 و1057 في تاريخه الخاص. ومن ثم، فإن رواية سكايليتس تصف مسيرته المهنية بتفصيل كبير وتمتدح الجنرال وإنجازاته بشكل كبير. وقد طُرحت فكرة أن كاتاكالون كيكومينوس هو مؤلف ما يعرف بـ"ستراتيجيكون كيكومينوس ‏، لكن غالبية الباحثين المعاصرين يرفضون هذا التحديد، حيث أن مؤلف "ستراتيجيكون" غير معروف إلا باسم كيكاومينوس. كما تم تصويره في المسلسل الدرامي التركي ألب أرسلان: السلجوقي العظيم (بالتركية: Alparslan: Büyük Selçuklu)‏.

### الفهرس
1. ↑  "Три письма Михаила Пселла Катакалону Кекавмену" (PDF). Q15765941 (بالروسية). 1969. p. 466. Retrieved 2023-04-25.
2. ↑  "Три письма Михаила Пселла Катакалону Кекавмену". Q15765941 (بالروسية). 1969. p. 466. {{استشهاد ويب}}: الوسيط |مسار= غير موجود أو فارع (help)
3. 1 2 3 4 5 6 7  ODB، "Katakalon Kekaumenos" (C. M. Brand, A. Kazhdan), p. 1113.
4. ↑  Guilland 1967، Tome I, p. 452 and Tome II, p. 108
5. 1 2  Guilland 1967، Tome I, p. 452.
6. ↑  Guilland 1967، Tome I, pp. 383–384, 387
7. ↑  Guilland 1967، Tome I, pp. 37, 130, 186, 452
8. ↑  Holmes 2005، صفحات 91, 111, 292–293.
9. ↑  ODB، "Katakalon Kekaumenos" (C. M. Brand, A. Kazhdan), p. 1113; "Kekaumenos" (A. Kazhdan), p. 1119.

### معلومات كاملة للمراجع
- Guilland, Rodolphe (1967). Recherches sur les Institutions Byzantines, Tomes I–II (بالفرنسية). Berlin: Akademie-Verlag. Archived from the original on 2023-05-24.
- Holmes، Catherine (2005). Basil II and the Governance of Empire (976–1025). Oxford: Oxford University Press. ISBN:978-0-19-927968-5. مؤرشف من الأصل في 2023-05-23.
- Každan، Aleksandr Petrovič (1991). The Oxford dictionary of Byzantium. New York Oxford: Oxford university press. ISBN:978-0-19-504652-6.